# StatCounter
StatCounter es un sitio web de análisis de tráfico web iniciado en 1999, su sede es Dublín, Irlanda. Las estadísticas de StatCounter se utilizan para calcular el uso compartido de la web, por ejemplo. A partir de mayo de 2019, StatCounter se utiliza en el 0,9% de todos los sitios web. 
Las estadísticas de StatCounter se derivan directamente de las visitas (a diferencia de los visitantes únicos) de 3 millones de sitios que utilizan StatCounter, lo que da como resultado un total de visitas de más de 15 mil millones por mes.  No se utilizan ponderaciones artificiales para corregir el sesgo de muestreo, por lo que las cifras de las estadísticas no pueden considerarse muestras representativas.
La empresa fue fundada por Aodhán Cullen cuando tenía 16 años. Cullen recibió el premio "Héroe de Internet" en los premios Eir Spiders 2008.   También fue nombrado en 2007 BusinessWeek "Joven Emprendedor Europeo del Año".  